# Fuente Obejuna
Fuente Obejuna – gmina w Hiszpanii, w prowincji Kordoba, w Andaluzji, o powierzchni 591,43 km². W 2011 roku gmina liczyła 5129 mieszkańców.